# Peda Boddepalle
Peda Boddepalle là một thị trấn thuộc Narsipatnam mandal, huyên Visakhapatnam district, bang Andhra Pradesh. It lies 75 km towards west of Visakhapatnam City.